# Museu Histórico de Cáceres
O Museu Histórico de Cáceres é uma instituição cultural do município brasileiro de Cáceres, cujo acervo é composto atualmente por livros, fotografias, roupas, itens arqueológicos e geológicos, documentos e objetos históricos que marcaram a colonização da cidade. O museu foi criado no contexto do bicentenário da cidade, no ano de 1978, por estímulo da professora Emilia Darcy Cuyabano, que doou muitas das peças e documentos, hoje salvaguardados pelo museu.

## Prédio do museu
O prédio do museu é um dos prédios tombados da cidade.